# Освейское
Осве́йское (Осве́я, Освей, бел. Асвейскае возера или Асьвейскае возера) — озеро в Верхнедвинском районе Витебской области Республики Беларусь.
Озеро расположено в пределах территории Освейского сельсовета, почти на границе с Псковской областью и Латвией. Относится к бассейну реки Западная Двина. Второе по площади озеро в Республике Беларусь, седьмое по объёму воды и десятое по длине береговой линии. Входит в состав Освейского ландшафтного заказника республиканского значения.

## Происхождение названия
Согласно В. А. Жучкевичу название Освея происходит от славянского термина свей — «свеянный песок, не закрепленный растительностью, обычно у берега озера, реки».
В. Н. Топоров считает, что название Освея может быть балтским и связанным с прусск. *asva «лошадь». А. Ванагас упоминает название Освея и указывает на наличие прямого аналога ему на территории Литвы — названия озера Asveja (Асвея́) в Молетайском р-не в Восточной Литве. Он допускает поставить эти названия в один ряд с названиями лит. Ašva, Ašvija, Ašvinė (реки), лтш. Asva (деревня), прусск. Asswene (река), названия которых связаны с лит. ašva «кобыла, лошадь».
Р. И. Овчинникова раскладывает название Освея на гидронимические элементы св и я. Элемент св она также выделяет в гидронимах Свольна, Свитязь, Свислочь, Свирь, Свила, Освица, Усвяча и др. и объясняет его из угорского сав — «исток из озера или болота». Элемент я (также в гидронимах Турья, Сарья, Друя и др.) сравнивает с карельским и финским ойя, оя — «ручей, речка». Название озера Освея по её мнению указывает на его проточность, так как оно связано протокой с озером Ормея. Название острова Ду на озере она выводит от уральского термина то, ту, ты — «озеро».
А. Ф. Рогалев считает, что название Освея может соотноситься с названием реки Сев или Сева (бассейн Десны), имеющим иранскую этимологию и означающим «черная».
Ю. Ю. Трусман связывает название Освея с финским osva, asva — «росомаха».
На окончание XIX столетия и начало XX столетия озеро и местечко при нём называлось Освей или Освея.

… Въ Дриссенскомъ уѣздѣ глубокое и бурное озеро Освей, имѣющее 42 кв. версты поверхности. На южномъ берегу озера находится замѣчательное местечко Освей. …— А. К. Киркор, Очеркъ VI. Природа Бѣлоруссіи, «Белорусское полесье», 1882 год.

## Описание
Овальная котловина подпрудного типа вытянута с юго-запада на северо-восток на 11,4 км при максимальной ширине 7,8 км. Береговая линия длиной 33,4 км — плавная, бухт и заливов не образует. Берега низкие, на севере заболоченные; с запада и северо-запада к озеру подступает болотный массив.
Глубины до двух метров занимают более 70 % площади озера. Озеро слабопроточное, впадающие ручьи пересыхают летом. Около 80 % площади дна озера покрыто глинистым илом, кремнезёмистым и тонкодендритовым сапропелем. Вдоль северо-восточного берега дно устлано заиленным песком.
В озеро впадает река Выдринка и ещё 16 других водотоков, сток осуществляется по каналу Дегтярёвка в озеро Ормея. Освейское озеро эвтрофное, слабопроточное.
Острова
В северо-западной части озера находится остров площадью 4,85 км², в древности именовавшийся Дунанем или Ду.
В XIX веке на острове была деревня в 14 дворов (на сер. XIX в.), которая, согласно договорам между Россией и Великим Княжеством Литовским, упоминалась как село с церковью Рождества Пресвятой Богородицы.
В советские времена на острове исправно функционировал один из преуспевающих колхозов Верхнедвинского района «Освейский», однако впоследствии остров пришёл в запустение, а его территория была признана заказником.
На озере имеется дрейфующий (мигрирующий) остров, называемый местными жителями Хозяин, который постепенно убивает своё обиталище: сокращает площадь водной глади, создает проблемы рыбакам, делает существование некоторых редких видов птиц невозможным. После 2007 года находится у северо-восточного берега.

## Растительный мир
Озеро практически полностью заросло высшей водной растительностью. Незаросшими остаются площади с глубиной более 3 м. Вдоль северо-восточного и северных берегов ширина растительной полосы составляет 350—400 м. Северо-западная сторона заросла в основном сплавинами, что создает благоприятные условия для гнездящихся и мигрирующих птиц.

## Животный мир
Ихтиофауна озера довольно богата — щука, плотва, язь, красноперка, шиповка, вьюн, налим, судак, окунь. В уловах преобладают щука, плотва, язь, окунь, линь. Периодически проводится зарыбление водоема.
Постепенное зарастание озера и уменьшение его значения для промышленного рыболовства создают благоприятные условия для гнездования десятков видов птиц. На озере отмечены самые крупные колонии чаек (около 3 тыс. пар) и лысух в Беларуси. Среди других массовых видов — кряква, свиязь, хохлатая чернеть и другие. Во время весенних и осенних миграций на озере ежедневно останавливаются более 10 тыс. птиц, в том числе гуси-гуменники и белолобые гуси.

## Экология
На южном берегу озера находится городской посёлок Освея и ряд деревень, что создает антропогенный пресс на экосистему. С 1929 г. в северной и северо-западной части озера проводились торфоразработки, был прорыт канал Дегтярёвка, спрямлено русло Выдринки. Уровень озера резко упал, что послужило причиной интенсивного зарастания озера. Для подъёма уровня воды на канале была сооружена плотина со шлюзом-регулятором. Однако в настоящее время дамба находится в плохом техническом состоянии и зарастание озера продолжается.
В 2000 году озеро вошло в состав Республиканского ландшафтного заказника «Освейский».